# Rayonnage mobile
«  Compactus (meuble) » redirige ici. Pour les autres significations, voir Compactus.

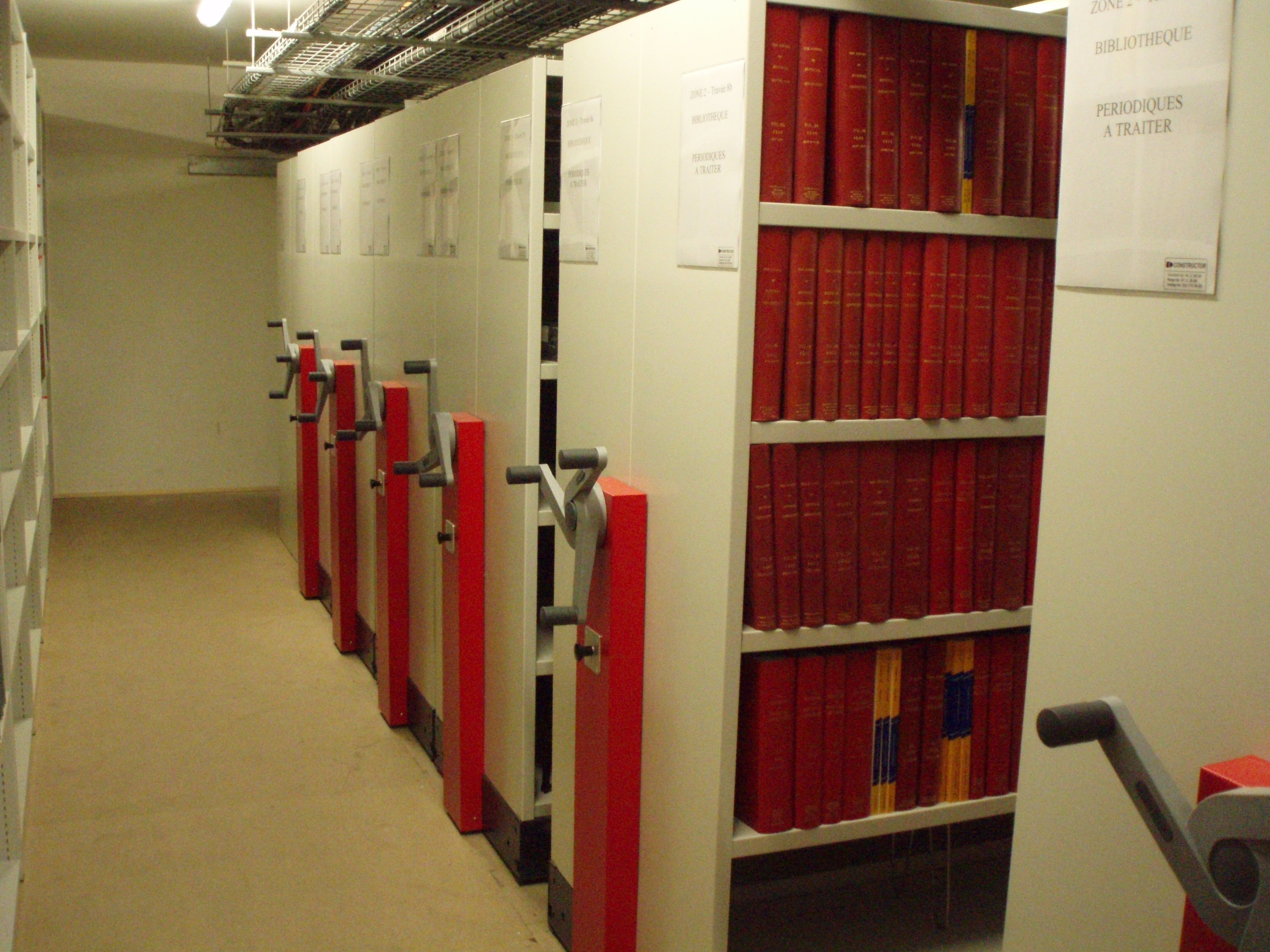
Des compactus à entraînement manuel à volant.

Les rayonnages mobiles, dits compactus (nom de marque lexicalisé, propriété de Bruynzeel Storage Systems), sont des meubles de bibliothèque coulissants montés sur rails, offrant une capacité de stockage nettement supérieure à celle des rayonnages fixes ou gondoles, la largeur d'une seule travée étant nécessaire pour un ensemble de rayonnages.

## Description
Les rayonnages mobiles montés sur rails avec entraînement manuel ont été brevetés en 1947 et des systèmes à motorisation électrique ou électronique ont été développés ultérieurement. Le but est une augmentation de la capacité de stockage puisqu'une seule allée est nécessaire pour circuler entre les rayons. La capacité est ainsi augmentée de 80 % à 90 % par rapport à une installation fixe. Le gain est plus important lorsque le local est vaste que pour un petit local. Les compactus exigent que le bâtiment puisse supporter une charge au sol nettement plus importante, de l’ordre de 1 200 à 1 500 kg par m2 suivant la longueur et la hauteur des travées manipulées, alors la charge supportée pour des rayonnages fixes étant de 600 kg par m2,.

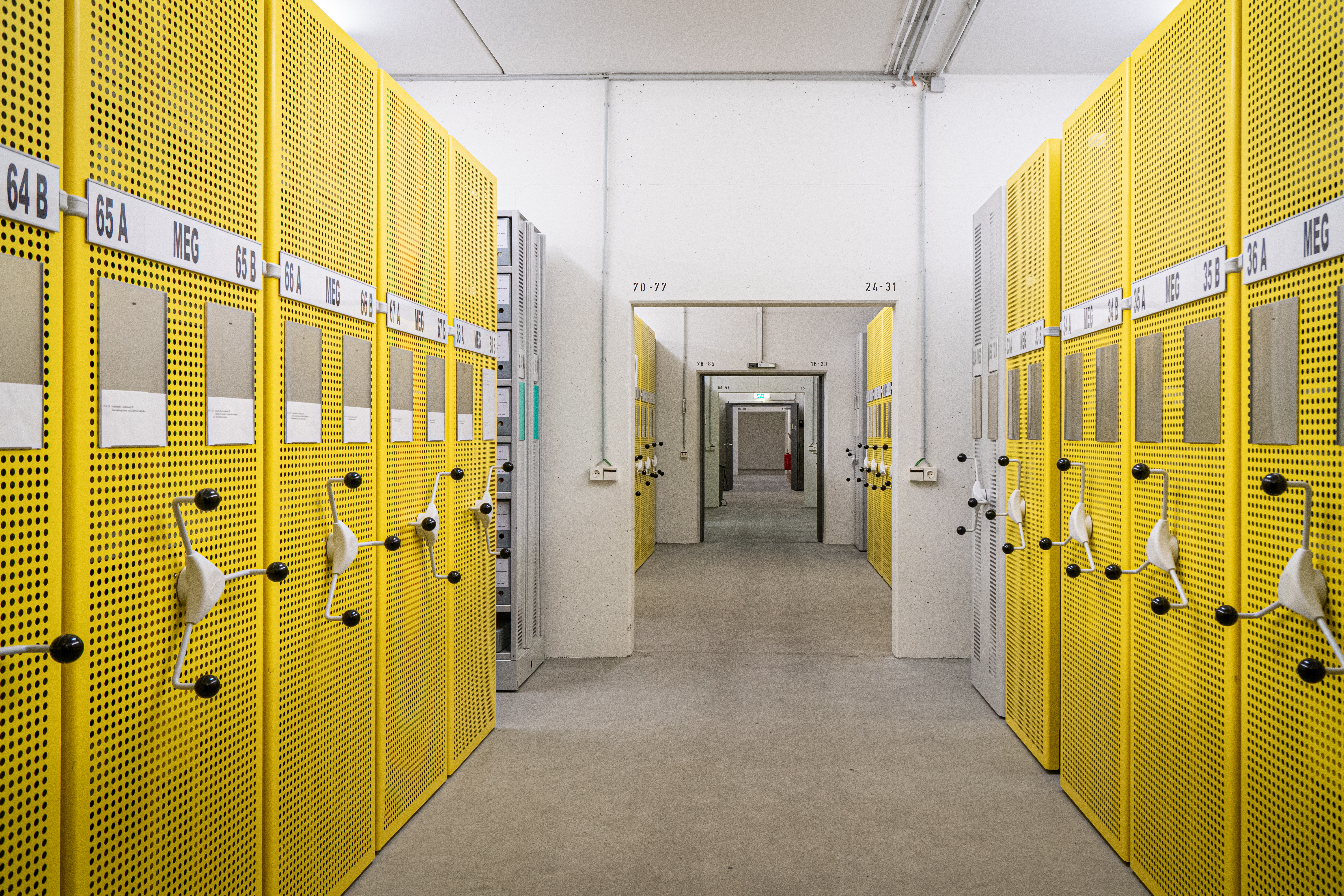
Compactus à entraînement manuel à volant.
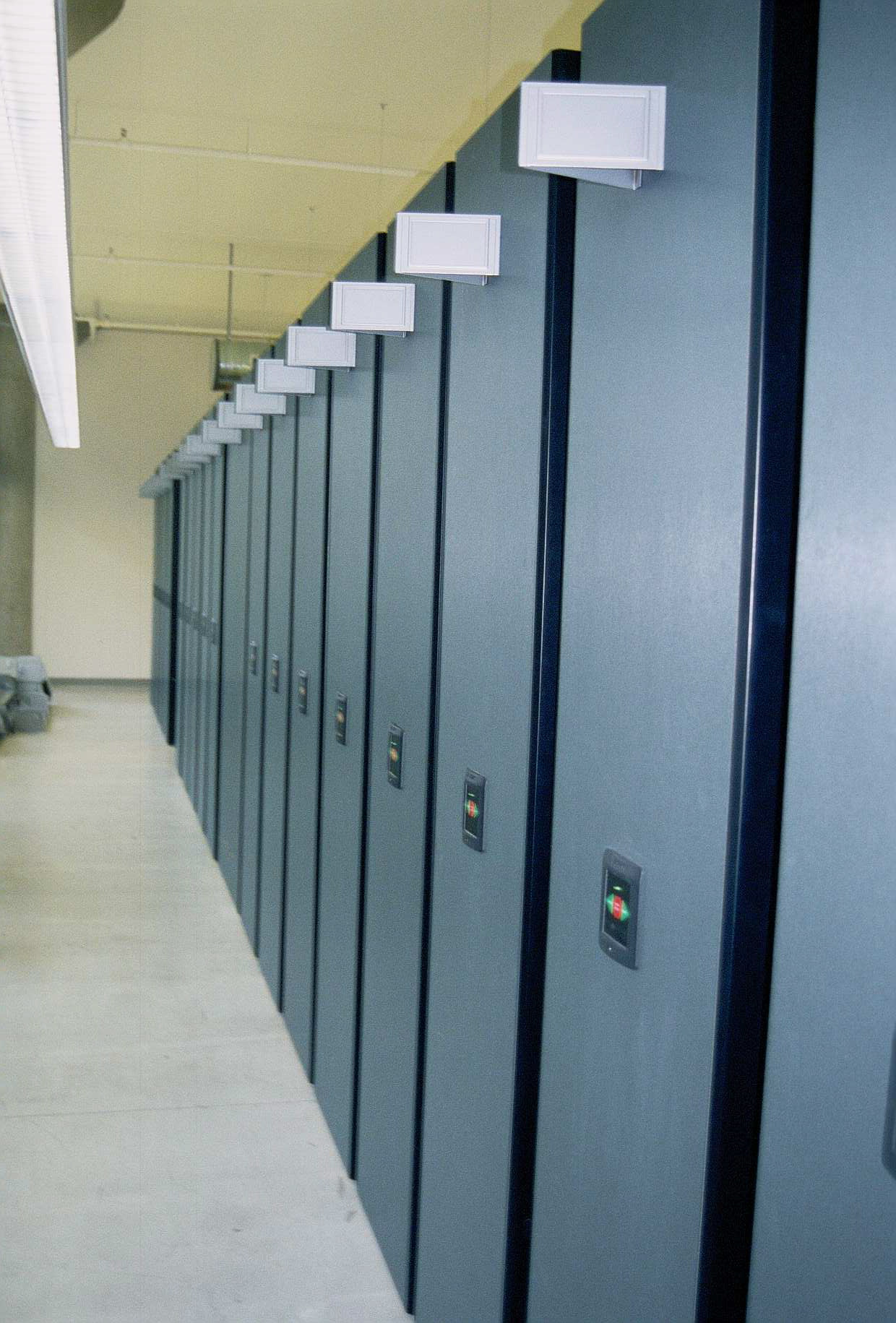
Compactus à motorisation électronique.

Les domaines d'usage les plus fréquents sont dans le domaine patrimonial les réserves des musées, les archives et les bibliothèques, et dans le domaine commercial les entrepôts et dans certains cas les commerces de détail. Selon les cas, l'accès aux rayonnages peut être réservé au personnel habilité (le plus souvent), ou ouvert au public, ce qui implique des contraintes de sécurité supplémentaires.
Les compactus peuvent aussi protéger les collections d'éventuelles fuites d'eaux mais c'est loin d'être toujours le cas.